# Clemens Krauss
Clemens Krauss   (Viena, 31 de març de 1893 - Ciutat de Mèxic, 16 de maig de 1954) fou un director d'orquestra austríac destacat en el repertori de Mozart, Wagner i Strauss basat en els teatres de Viena, Berlín, Múnic, Salzburg, i Bayreuth.
Va ser director general de l'Òpera de l'Estat de Viena (1929-1934), Staatsoper Unter den Linden de Berlín (1935-1937) i l'Òpera de l'Estat de Baviera (1937-1944). Al mateix temps va donar classes de direcció, i va tenir entre altres alumnes a Gerhard Wimberger, Wolfgang Rennert, Teodoro Fuchs o Hans Stadlmair.

## Biografia
Va formar part del cor dels Petits Cantors de Viena, va estudiar al Conservatori de Viena i va fer de mestre del cor al teatre de Brno, on el 1913 va debutar com a director d'orquestra.
Alumne del compositor i director d'orquestra alemany Richard Strauss, va dirigir l'estrena d'algunes de les seves últimes òperes (Friedenstag, Die Liebe der Danae) i va escriure el llibret de Capriccio que va estrenar el 1942 amb Viorica Ursuleac i Hans Hotter a Múnic.
El 1944 va ser llistat a la Gottbegnadeten-Liste, una llista d'un miler d'artistes considerats com a irreemplaçables que eren exempts de serveis al front per a protegir l'heretatge cultural alemany. El mateix any va retornar a Viena i va dirigir l'últim concert abans de l'entrada de les forces russes. Va ser investigat per associació amb el nazisme i finalment exonerat de culpes el 1947. Krauss va tornar a dirigir a Viena els seus clàssics concerts de Cap d'Any en la Musikverein i va realitzar gires per Europa, Sud i Amèrica del Nord. El 1948 va dirigir al Teatre Colón de Buenos Aires l'òpera d'Arthur Honegger, Jean d'Arc au Bûcher.
El 1953 va dirigir L'anell del nibelung al Festival de Bayreuth. La seva gravació constitueix un dels documents més preats fonogràfics de l'era com també el seu Parsifal del mateix any amb Martha Mödl, Ramón Vinay i George London.
L'esposa de Krauss, la soprano Viorica Ursuleac és considerada una de les millors intèrprets del seu temps de la Mariscala (personatge d'El cavaller de la rosa de Richard Strauss).